# 1938年新四军编制序列

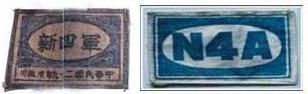
新四军臂章

1938年新四军编制序列，为列举1938年4月国民革命军陆军新编第四军的编制序列。
根据国共两党达成的协议，1937年10月，江西、福建、广东、湖南、湖北、河南、浙江、安徽等八省的红军和游击队改编为国民革命军陆军新编第四军，简称新四军，团结抗日。该部队仍归属中共中央军事委员会直接领导与指挥。1941年皖南事变后，国民政府取消了新四军的建制，但新四军仍然存在。直到1947年初，中共中央军委才正式将新四军部队改编为中国人民解放军。

## 背景
1936年底，西安事变之后，中国共产党和以中国国民党为主的国民政府达成和解，决定建立抗日民族统一战线。1937年7月，日本发动侵华战争，抗日战争全面爆发。根据国共两党谈判达成的协议，10月，江西、福建、广东、湖南、湖北、河南、浙江、安徽等八省的红军和游击队整编为国民革命军陆军新编第四军，或称国民革命军新编第四军，简称新四军，下辖四个支队，编入第三战区战斗序列（指挥官顾祝同），并规定在苏北、皖南地区担任游击。
随后，经国民政府与中共中央协商，任命叶挺为军长，项英为副军长兼政委，张云逸为参谋长，袁国平为政治部主任，周子昆为副参谋长，邓子恢为副主任。同年12月25日，新四军军部在汉口成立，1938年1月6日移至江西南昌。后移至皖南歙县之岩寺。新四军下辖4个支队和1个特务营。全军共约1.03万人，有各种枪6200支。新四军改编后，各支队随即相继开赴江南抗日前线。

## 军部

1938年，部分参加南昌起义的新四军将领的合影。右起：陈毅、周子昆、宋裕和、粟裕、李一氓、叶挺；右八袁国平、右九朱克靖

軍長葉挺，副軍長項英，參謀長張雲逸，副參謀長周子昆，政治部主任袁國平，副主任鄧子恢

### 司令部
- 参谋处：处长赖传珠
- 秘书处：处长李一氓
- 副官处：处长黄序周
- 军需处：处长叶辅平
- 军医处：处长沈其震
- 军法处：处长李一氓（兼）
- 兵站处：处长张元寿

### 政治部
- 秘书长：黄诚
- 组织部：部长李子芳
- 宣传教育部：部长朱镜我
- 民众运动工作部：部长邓子恢（兼）
- 敌军工作部：部长林植夫
- 战地服务团：团长朱克靖

### 直属部队
- 教導总隊：总队长周子昆（兼），政治委员袁国平（兼），教育長馮達飛
- 总部特务营。

## 第一支隊
由湘鄂赣边、粤赣边、赣东北等地红军游击队编成。湘鄂赣边红十六师编为第一团，湘赣边、粤赣边、赣东北等地红军游击队编为第二团。
第一支队司令員陳毅，副司令員傅秋濤、罗炳辉（后调任），參謀長胡發堅，政治部主任劉炎
- 第一團：團長傅秋濤（兼），副团长江渭清，参谋长王怀生，政治主任钟期光
- 第二團：團長張正坤，副团长刘培善，参谋长王必成，政治处主任肖国生

## 第二支隊
由闽西、闽南、浙南、闽赣边等地红军游击队编成。闽西、闽赣边红军游击队主力编为第三团，闽西、闽南游击队和浙南挺进师等部编为第四团。
第二支队司令員張鼎丞，副司令員粟裕、谭震林（先），參謀長羅忠毅，政治部主任王集成
- 第三團：團長黃火星，副团长邱金生，参谋长熊梦辉，政治处主任钟国楚
- 第四團：團長盧勝，副团长叶道志，参谋长王胜，政治处主任廖海涛

## 第三支隊
由闽北、闽东红军游击队编成。闽北独立师编为第五团，闽东独立师编为第六团。
第三支队司令員張雲逸，副司令員譚震林，參謀長趙凌波，政治部主任胡榮
- 第五團：團長饒守坤，副团长曾昭铭，参谋长杨元三，政治处主任刘文学
- 第六團：團長葉飛，副团长阮英平、吴焜（后），参谋长黄元庆

## 第四支隊
由鄂豫皖红二十八军和鄂豫边游击队编成。红二十八军编为第七、第九团和手枪团，鄂豫边游击队编为第八团。
第四支队司令員高敬亭，副司令员戴季英，參謀長林維先，政治部主任蕭望東
- 第七團：團長楊克志，政委曹玉福，参谋长林英坚，政治处主任胡继亭。
- 第八團：團長周駿鳴，政委林凯，参谋长赵启民，政治处主任徐祥亨。
- 第九團：團長顧士多，政治委员高志荣，参谋长唐少田，政治处主任郑重。
- 手槍團：團長詹化雨，政治委员汪少川[3]。